# المعهد العالي للموسيقى والمسرح بالكاف
المعهد العالي للموسيقى والمسرح بالكاف هو معهد عالي لتدريس الفنون والمسرح بالكاف، تابع ل جامعة جندوبة 

## شهادات المعهد
- الإجازة الأساسية في الموسيقى والعلوم الموسيقية
- الإجازة الأساسية في المسرح وفنون العرض
- الإجازة التطبيقية في التنشيط السياحي والثقافي [1]

## روابط خارجية
- المعهد العالي للموسيقى والمسرح بالكاف على موقع جامعة جندوبة.